# Belgisk Cup
Belgisk Cup (fransk: Coupe de Belgique; nederlandsk: Beker van België [Nederlandsk udtale: [ˈbeːkər vɑn ˈbɛlɣijə]]; tysk: Belgischer Fußballpokal) er en cup-turnering i Belgien. Klubberne fra niveau 4 til 8 i den belgiske fodboldliga spiller med i turneringen i den første og anden runde. Fra tredje runde tilslutter holdene fra niveau 1 til 3 sig til turneringen.